# جان فرانکلین (هنرپیشه)
جان فرانکلین (انگلیسی: John Franklin؛ زادهٔ ۱۶ ژوئن ۱۹۵۹) یک هنرپیشه اهل ایالات متحده آمریکا است.

## گزیده فیلمشناسی
از فیلم‌ها یا برنامه‌های تلویزیونی که وی در آن نقش داشته است می‌توان به آثار زیر اشاره کرد.
- کودکان ذرت (فیلم ۱۹۸۴) (۱۹۸۴)
- بازی بچگانه (فیلم ۱۹۸۸) (۱۹۸۸)
- ارزش‌های خانواده آدامز (۱۹۹۳)
- تامی و تی-رکس (۱۹۹۴)
- سگ را بجنبان (۱۹۹۷)
- کودکان ذرت ۶۶۶: بازگشت آیزاک (۱۹۹۹)
- پایتون (فیلم) (۲۰۰۰)